# جانباز، قسطمونی
جانباز (به ترکی استانبولی: Cambaz) یک منطقهٔ مسکونی در ترکیه است که در قسطمونی واقع شده‌است.